# Peter Doherty (futbolista)
Peter Dermot Doherty (Magherafelt, 5 de junio de 1913 - Poulton-le-Fylde, 6 de abril de 1990) fue un futbolista y entrenador norirlandés. En su etapa deportiva jugaba de interior izquierdo, con un estilo de juego vistoso para la época, y entre otros logros ayudó al Manchester City a conquistar su primera liga inglesa en la temporada 1936-37. A nivel internacional compitió con la selección de la isla de Irlanda. Como técnico logró la primera clasificación de Irlanda del Norte para una Copa Mundial en 1958.

## Biografía
Debutó como futbolista en 1930 en las filas del Coleraine F. C. y de ahí pasó al Glentoran F. C., con el que ganó la Copa de Irlanda del Norte de 1933. Durante sus inicios en el fútbol norirlandés compaginaba el deporte con distintos trabajos a tiempo parcial. Después de conquistar su primer título se marchó a Inglaterra para jugar con el Blackpool F. C., en el que permanecería tres temporadas.
En invierno de 1936 fue contratado por el Manchester City por la cifra récord de 10.000 libras. A pesar de que no rindió bien en su debut, en la temporada 1936-37 se convirtió en el máximo goleador del plantel y les ayudó a conquistar la primera liga de su historia. Al año siguiente mantuvo el mismo registro anotador, pero no pudo evitar el descenso del equipo. En los cuatro años que defendió el escudo del City, anotó 79 goles en 130 partidos oficiales.
Durante la Segunda Guerra Mundial el fútbol británico quedó paralizado por completo, coincidiendo con los años de plenitud deportiva de Doherty. Durante el conflicto prestó servicio en la Real Fuerza Aérea como monitor de educación física. Cuando todo terminó en 1945 fue traspasado al Derby County, club en el que ganó la FA Cup de 1946, y cerró su carrera profesional en el Huddersfield Town, en el que permaneció tres temporadas.
En 1949 debutó como jugador-entrenador del Doncaster Rovers, y aunque se retiró como futbolista en 1953 mantuvo las riendas del banquillo hasta 1958. Posteriormente dirigió al Bristol City F. C. entre 1958 y 1960. En todo ese tiempo compaginó ambos cargos con la dirección de la selección de Irlanda del Norte desde 1951 hasta 1962; su mayor gesta fue la clasificación para la Copa Mundial de Fútbol de 1958, en la que llegaron hasta cuartos de final. Tras concluir esa etapa fue ayudante de Alan Ball Sr. en el Preston North End e hizo informes de ojeador para varios clubes, entre ellos el Liverpool F. C.
Doherty pasó el resto de su vida en Blackpool, donde falleció en 1990 a los 76 años. Es uno de los veintidós futbolistas que forman parte del Salón de la Fama del fútbol inglés desde su apertura en 2002.